# Eindhoven Team Time Trial
Pour les articles homonymes, voir Trial (homonymie).
Le Eindhoven Team Time Trial (ou Contre-la-montre par équipes d'Eindhoven) est une course cycliste créée à l'occasion du lancement du ProTour. C'est l'une des étapes inscrites au programme du ProTour 2005. La première édition de cette nouvelle épreuve s'est tenue le 19 juin 2005 à Eindhoven aux Pays-Bas.
Cette épreuve appelée initialement Grand Prix de la Libération, constituait une épreuve de la Coupe du monde entre 1988 et 1991.
En 2008, cette épreuve a été annulée tout comme les éditions suivantes.

## Palmarès
| Année | Vainqueur    | Temps       | Deuxième               | Troisième    | Lieu      |
| 2005  | Gerolsteiner | 53 min 35 s | Phonak Hearing Systems | Team CSC     | Eindhoven |
| 2006  | Team CSC     | 52 min 28 s | Discovery Channel      | Gerolsteiner | Eindhoven |
| 2007  | Team CSC     | 53 min 36 s | Tinkoff Credit Systems | Team Milram  | Eindhoven |